# Zennor
Zennor är en ort och civil parish i Storbritannien.   Den ligger i grevskapet Cornwall och riksdelen England, i den södra delen av landet, 400 km väster om huvudstaden London. Zennor ligger 109 meter över havet och antalet invånare är 196.
Terrängen runt Zennor är platt åt sydväst, men åt sydost är den kuperad. Havet är nära Zennor åt nordväst. Runt Zennor är det ganska tätbefolkat, med 207 invånare per kvadratkilometer. Närmaste större samhälle är St. Ives, 5,9 km öster om Zennor. Trakten runt Zennor består i huvudsak av gräsmarker.